# Tennessee Waltz
The Tennessee Waltz (с англ. — «Теннессийский вальс») — песня, написанная в 1947 году американскими авторами Реддом Стюартом и Пи Ви Кингом. В 1950 году в исполнении Патти Пейдж песня возглавила хит-парад «Биллборда», стала всемирным хитом, после чего в одном только 1951 году в американский Top 40 вошли шесть её кавер-версий. «The Tennessee Waltz» стал одним из величайших бестселлеров всех времён, а в 1965 году (согласно сенатской резолюции #9, принятой на 48-й Генеральной ассамблее) был объявлен вторым официальным гимном штата Теннесси.

## История
Первую версию «Tennessee Waltz» автор Пи Ви Кинг записал с собственной группой Pee Wee King & His Golden West Cowboys в 1947 году: сингл  вошел в кантри-списки, но поднялся невысоко. Примерно в то же время свою версию композиции записали Cowboy Copas. В 1949 году Рой Экафф (Roy Acuff & The Smoky Mountain Boys) записал свою версию для Columbia Records (каталоговый номер — 20551), а джазмен Эрскин Хокинс - для Mercury Records.
Патти Пейдж, выбравшая «Tennessee Waltz» для собственного репертуара потому, что это была любимая мелодия её отца, первоначально записала её для оборотной стороны рождественского сингла «Boogie Woogie Santa Claus» (Mercury, кат. номер — 5534), но вскоре выяснилось, что радиоведущие пускают в эфир, в основном, би-сайд. В результате «Tennessee Waltz» стал подниматься в чартах «Биллборда» и достиг первой позиции
, где продержался 13 недель. 
Последовали ещё две записи: дуэта Лес Пол — Мэри Форд (Capitol Records, 1316) и Джо Стаффорд (Columbia, 39065), каждая из которых поднялась в первую десятку «Биллборда». Затем песню записали Гай Ломбардо англ.  Guy Lombardo and his Royal Canadians, Decca, 27336) и — для британского рынка — Петьюла Кларк.
«Tennessee Waltz» вернулся в чарты в 1959 году, когда рокабилли-версию записали одновременно — Бобби Фуллер и Бобби Комсток (англ. Bobby Comstock & the Counts). Запись, сделанная Альмой Коган в 1964 году, стала хитом в Германии и возглавила шведский чарт, что в свою очередь вдохновило шведских певиц Кики Даниэльсон (англ. Kikki Danielsson) и Лотту Эндберг (англ. Lotta Engberg), а также немку Хайди Бруль (англ. Heidi Brühl).